# قصر الشموخ العامر
حصن الشموخ العامر هو قصر شخصي للسلطان، ويقع حصن الشموخ في ولاية منح بمحافظة الداخلية ويبعد عن العاصمة حوالي 250 كم.
يضم حصن الشموخ أحد أشهر المكتبات العمانية وتبلغ المساحة الداخلية لمبنى المكتبة حوالي 3000 متر مربع.